# Liv Ullmann
Liv Johanne Ullmann (Tokio; 16 de diciembre de 1938) es una actriz, escritora y cineasta noruega. Protagonizó nueve de los largometrajes de Ingmar Bergman,  con quien tuvo una hija, la escritora Linn Ullmann. Está considerada como una leyenda viva del cine y una de las actrices europeas más importantes del siglo XX. Última musa de Ingmar Bergman, sus interpretaciones en películas como Persona,  Secretos de un matrimonio, Cara a Cara, Sonata de otoño o Gritos y susurros siguen siendo aclamadas por la crítica y el público. 
Ullmann fue ganadora en los Premios Globos de Oro y también en el Círculo de críticos de cine de Nueva York a la Mejor Actriz por su interpretación en Los emigrantes del año 1972 y nominada posteriormente para otras cuatro candidaturas. Fue nominada dos veces en los en la entrega de los Premios BAFTA y también dos veces en los Premios Óscar como Mejor Actriz. Además fue galardonada en el Festival de San Sebastián por protagonizar el filme La amiga de 1988. En 2022, recibió el Óscar honorífico debido a su gran trayectoria como profesional.
Siempre estuvo vinculada al cine y al teatro, con obras que  hicieron destacar su talento dramático. Se convirtió en una de las tres famosas actrices del cine sueco, del siglo XX, junto con Ingrid Bergman y Greta Garbo. De una forma u otra, trabajó en compañía de los actores más destacados en años, como: Max von Sydow, Charles Bronson, James Mason, Olivia de Havilland, Michael Caine, Gene Kelly, Norma Aleandro, Dirk Bogarde, Sean Connery, entre otros.

## Biografía

### Primeros años

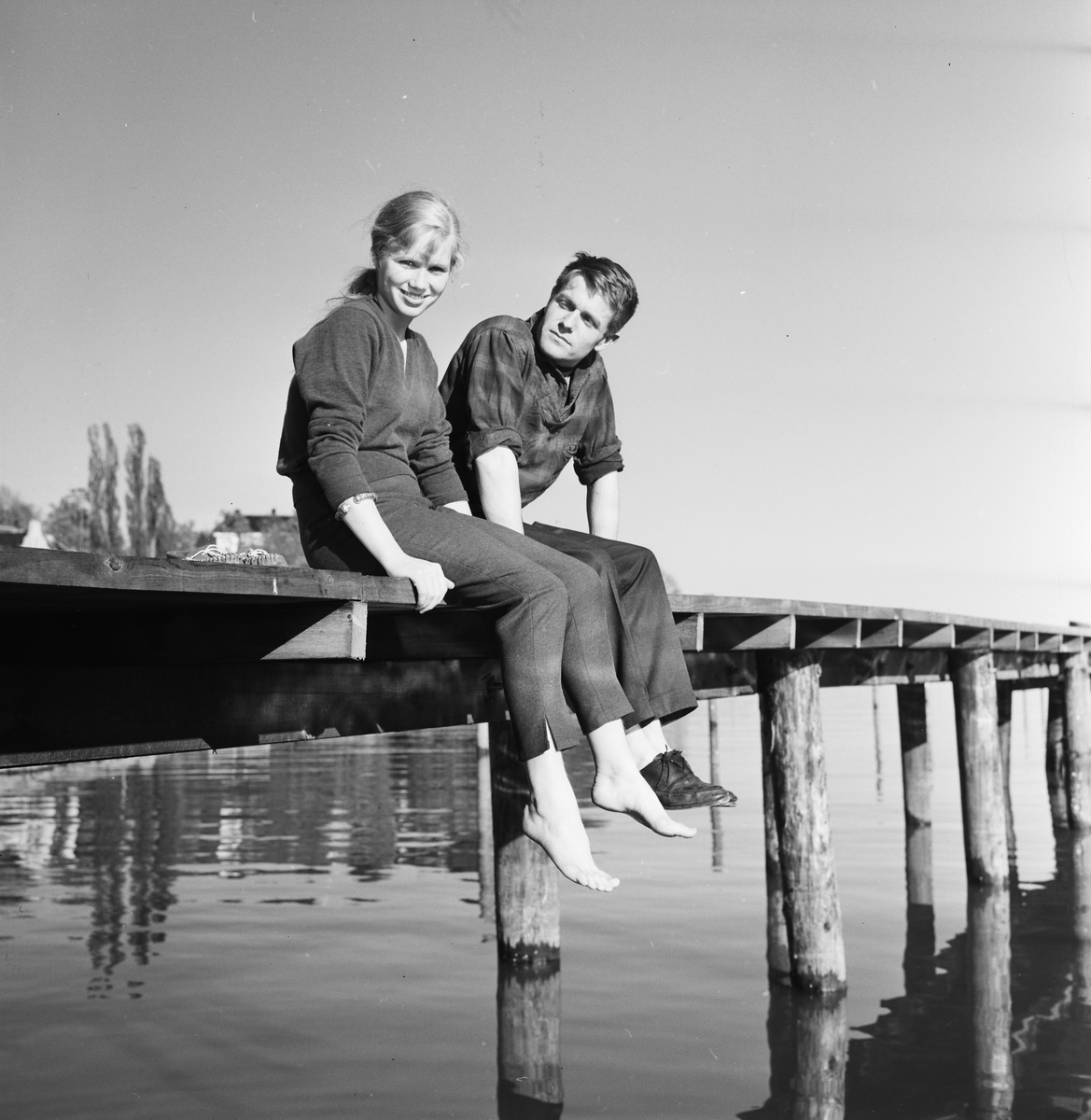
Ullmann junto al escultor noruego Hugo Frank Wathne (1959).

Hija de un ingeniero de minas agregado en la Embajada noruega en Japón, cuando los alemanes invadieron el país de sus padres, su familia se trasladó a Japón y a Toronto (Canadá), donde se fundó lo que se llamó la Pequeña Noruega con exiliados que huían de la ocupación. Con la muerte de su padre, en 1945, volvió a su lugar de origen, instalándose en Trondheim, principal puerto noruego, a 400 kilómetros de Oslo.
A los diecisiete años marchó a Londres para estudiar arte dramático en la Weber-Douglas School con Irene Brent como profesora. Estuvo en la capital británica durante ocho meses, pero al terminar el curso fue suspendida en un examen de un teatro de Oslo, donde consideraron que carecía de talento. Posteriormente se matriculó en el Conservatorio de Arte Dramático, donde destacó como alumna brillante.
Pronto consiguió su primer papel importante, el de Anna Frank, en el Teatro de Stavanger. Su interpretación le abrió las puertas del Teatro Nacional de Oslo donde interpretó obras de Bernard Shaw, Bertolt Brecht y Shakespeare, a la vez que comenzó a rodar algunos filmes de pequeño alcance.

### Cine

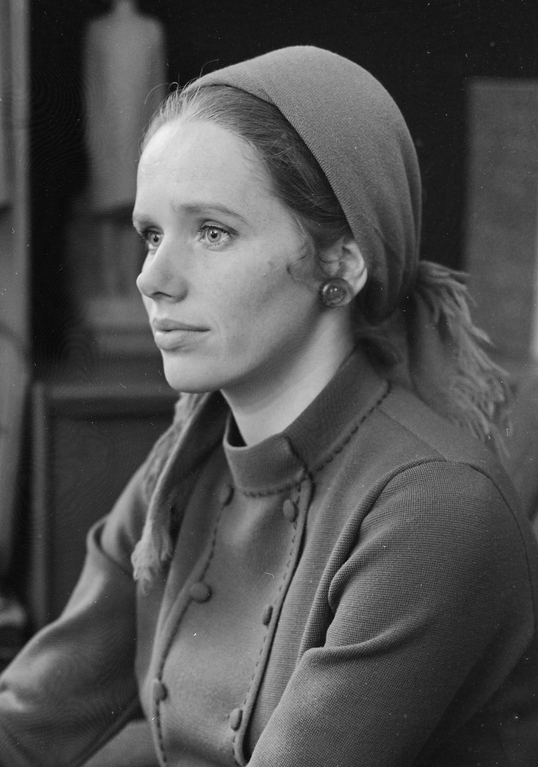
Ullmann en 1966

Ullman era conocida en Noruega como actriz de teatro. A los veintiún años contrajo matrimonio con el psiquiatra de Oslo, Hans Jacob Stang, cinco años mayor que ella. Viajó a Suecia y en Estocolmo conoció al director de cine Ingmar Bergman, quien la contrató en 1966 para la película Persona dónde actuó junto a Bibi Andersson y Gunnar Björnstrand. Desde entonces su vida quedó ligada al gran director sueco. Pronto comenzó el romance entre ambos y fruto de él fue una hija, la escritora Linn Ullmann. Cuando las relaciones entre ambos se fueron enfriando, Ullmann siguió su trayectoria como actriz, no obstante, rodando películas de Bergman, hasta un total de once, entre ellas La hora del lobo, en 1967 actuando junto a Erland Josephson y Max Von Sydow; y Pasión, en 1969 también protagonizando junto a Sydow.
En 1971, Ullmann protagoniza la película Los emigrantes de Jan Troell, interpretación que le valió en la entrega de los Premios Globos de Oro a la Mejor Actriz - Drama y su primera nominación en los Premios Óscar.
En 1972, volvió a rodar con Bergman, la película Gritos y susurros junto a Harriet Andersson y Ingrid Thulin, fue aclamada con críticas positivas por el público y en las academias de cines internacionales. En esta nueva etapa participó en varios filmes de Bergman: Secretos de un matrimonio, en 1973; Cara a cara, en 1976, por la que recibió en enero de 1977 el premio a la mejor actriz del año, que le otorgó el Círculo de Críticos de Cine de Nueva York y también le valió su segunda nominación en los Premios Óscar a la Mejor Actriz; El huevo de la serpiente en 1977 junto a David Carradine y un papel de reparto en Sonata de otoño donde actuó junto a Ingrid Bergman. 
También ha protagonizado la película Leonor de 1975 dirigida por el director español Luis Buñuel, actuando junto a Michel Piccoli y Ornella Muti.
Protagonizó la película italiana Adiós, Moscú dirigida por Mauro Bolognini junto a Francesca Ciardi y Daniel Olbrychski, papel que le valió un reconocimiento a Mejor Actriz en los Premios David de Donatello.

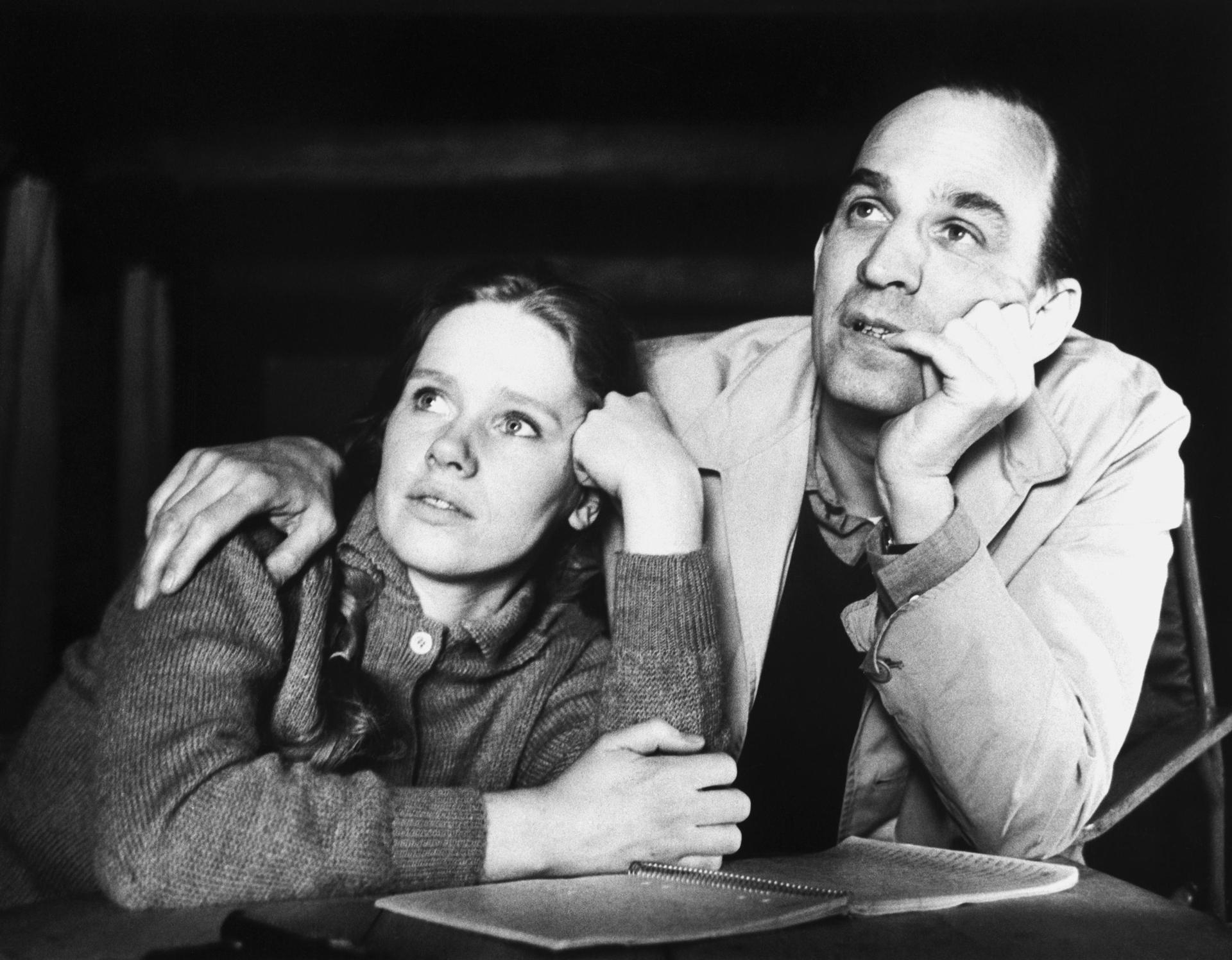
Ullmann y el director Ingmar Bergman en 1968.

En septiembre de 1988, recibió el premio de interpretación del Festival de Cine de San Sebastián por su papel en la película La amiga, de Jeanine Meerapfel, en la que encarnó a una de las madres argentinas de la plaza de Mayo. A principios de 1991, coprotagonizó en Israel el rodaje de una película, que sufrió retrasos en la realización por el conflicto Irak-Kuwait. El filme, coprotagonizado con Michael York y dirigido por Vilmos Zsigmond la película se llamó The long shadow.
Debutó como directora de cine, en solitario, en octubre de 1991, con la película Sofie, rodada en Copenhague y basada en una novela del danés Henri Nathansen, y con ella consiguió en el Festival de Montreal el Gran Premio Especial del Jurado, el Premio Ecuménico por sus valores sociales y el Premio a la película más popular del Festival. Durante el mismo año, protagonizó con Max Von Sydow y Ewa Froling la película The Ox, a las órdenes de Sven Nykvist. Ésta fue seleccionada para representar a Suecia en los Oscar en 1992.
Después de promover en febrero de 1994 en el Festival de cine de Berlín su segundo proyecto como directora, Kristin Lavransdatter, este se hizo realidad y fue la película de mayor presupuesto de Noruega. Estrenada en agosto de 1995, se convirtió en el mayor éxito de público y taquilla de este país nórdico. La película narra una historia de pasiones y conflictos ambientada en la Edad Media, basada en el libro de Sigrid Undset. Por ella recibió el Gran Premio Especial de las Américas por su contribución al cine como actriz y directora el Festival de Montreal de 1995.
En el año 2000, dirigió la película Trolösa (Infiel), seleccionada para competir por el Palma de oro en el Festival de Cannes y nominada como película extranjera en los Premios Goya. En 2003, Ullmann repitió su papel en Secretos de un matrimonio en Saraband (2003), la última película de Bergman.
En 2013, Ullmann dirigió una adaptación cinematográfica de Miss Julie. La película, lanzada en septiembre de 2014, está protagonizada por Jessica Chastain, Colin Farrell y Samantha Morton. Fue ampliamente elogiada por la prensa noruega.
En 2021, se confirmó que le iba a ser concedido el Oscar Honorífico junto a Samuel L.Jackson, entre otros.

### Papeles que rechazó
En 1980, Brian De Palma, director de Carrie, quería que Liv Ullmann interpretara el papel de Kate Miller en el thriller de crimen erótico Dressed to Kill y se lo ofreció, pero ella lo rechazó debido a la violencia. El papel fue posteriormente a Angie Dickinson. En 1982, Ingmar Bergman quería que Ullmann interpretara a Emelie Ekdahl en su último largometraje, Fanny y Alexander, y escribió el papel con ella en mente. Ella lo rechazó, sintiendo que el papel era demasiado triste. Más tarde, declaró en entrevistas que rechazarlo era una de las pocas cosas que realmente lamentaba.
En 2004, Ullmann reveló que había recibido una oferta en noviembre de 2003 para actuar en tres episodios de la popular serie estadounidense, Sex and the City. La oferta le divirtió y dijo que era uno de los pocos programas que veía regularmente, pero lo rechazó. Más tarde ese año, Steven Soderbergh escribió un papel en la película Ocean's 12 especialmente para ella, pero también lo rechazó.

### Importancia en el cine de Bergman
En una entrevista antes de recibir el Premio Donostia, Ullmann afirmó que sus «mejores momentos» tuvieron lugar junto a Ingmar Bergman, si bien ha sido con su muerte cuando ha percibido realmente lo importante que fue para ella. «Significó diferentes cosas para mí, y ya sabía que era muy importante, pero no tanto. En su obra había una verdad. Cuando empezó, nadie hacía películas como las que rodaba con él y fue en Latinoamérica donde primero se lo reconoció, antes que en Escandinavia o Suecia. Nunca se vendió a Hollywood, y yo admiraba eso», señaló Ullmann. También agregó «Hay pocos productores y distribuidores que quieran invertir en ellas», tres de la decena de títulos que rodó a las órdenes del realizador sueco.

### Otras obras

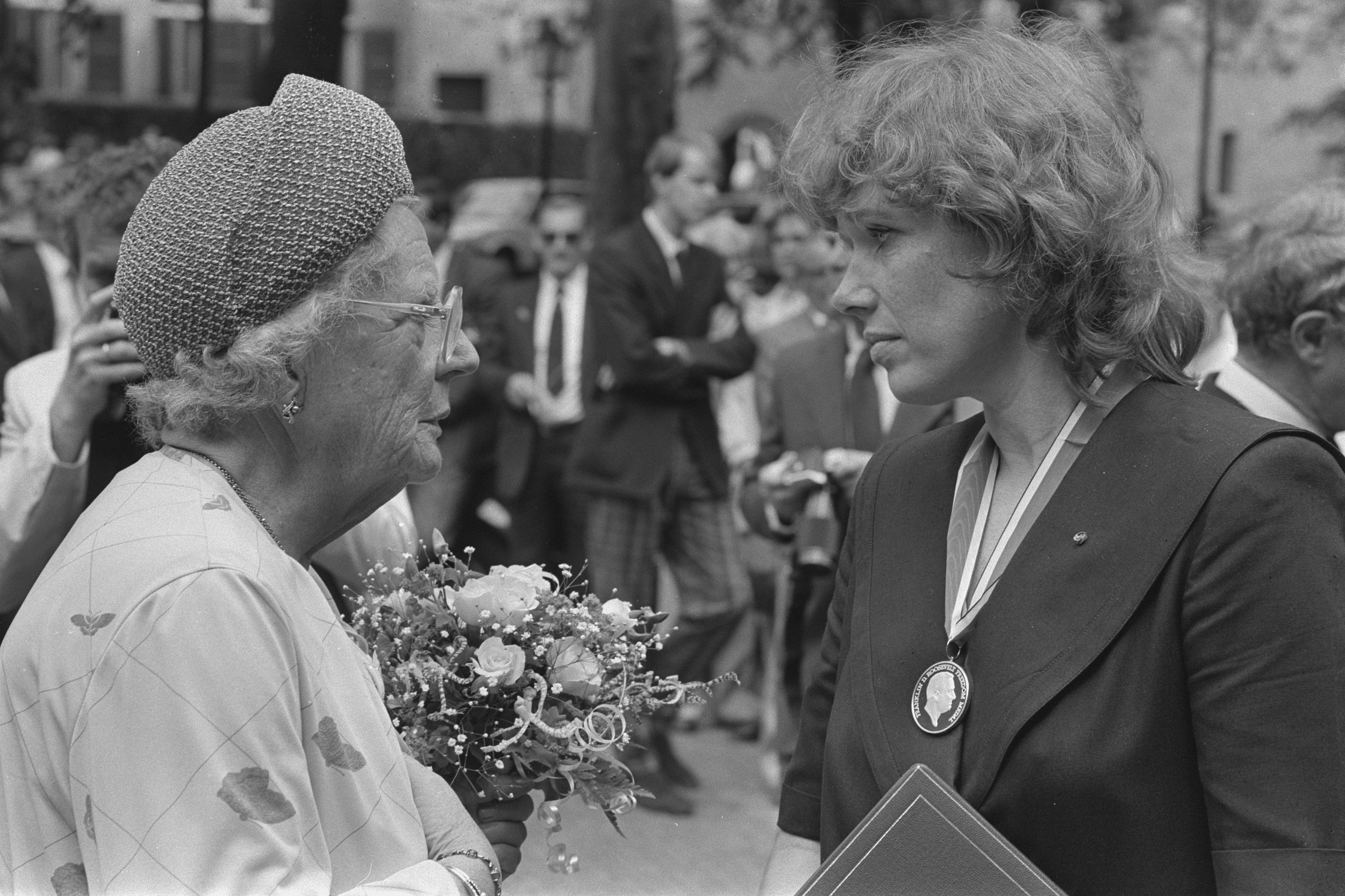
Ullmann y la Princesa Juliana de los Países Bajos en Middelburg (1984).

En 1980, nombrada embajadora de la Unicef. Viajó desde entonces tanto por países del Tercer Mundo como por los desarrollados, buscando en estos últimos una mayor ayuda económica para la organización. Como representante de esta organización se ha preocupado de la infancia y ha visitado numerosos campos de refugiados en zonas de conflictos bélicos y ha pronunciado conferencias sobre el tema. A la vez, es representante del Alto Comisionado de las Naciones Unidas para los Refugiados (ACNUR). A estas dos actividades representativas dedicó desde entonces gran parte de su tiempo.

### Vida personal
Liv Ullmann se casó y divorció dos veces. Su primer matrimonio fue con el psiquiatra Hans Jacob Stang. En los años 80, se casó con Donald Saunders, de quien se divorció en 1995, pero siguieron viviendo juntos hasta 2001. Tiene una hija, Linn Ullmann, con Ingmar Bergman, según su autobiografía (Changing, 1977). Es cristiana.
Además del noruego, Ullmann habla sueco, inglés y otros idiomas europeos. Recibió un título honorífico en 2006, Doctor en Filosofía, de la Universidad Noruega de Ciencia y Tecnología.
Publicó dos autobiografías, Changing (1977) y Choices (1984).

## Filmografía

### Como directora
- 2014: Miss Julie
- 2000: Infiel
- 1996: Encuentros privados
- 1995: Kristin Lavransdatter (la novela de Sigrid Undset)
- 1992: Sofie, retrato de una mujer

### Como actriz
| Año  | Título                                                   | Personaje             | Observaciones |
| ---- | -------------------------------------------------------- | --------------------- | --- |
| 1957 | Fjols til fjells                                         |                       | |
| 1959 | Ung Flukt                                                |                       | |
| 1962 | Tonny                                                    | Kari                  | Entrada en el Festival de cine de Berlín |
| 1962 | Kort är sommaren                                         |                       | |
| 1963 | Onkel Vanja                                              |                       | (Televisión) |
| 1965 | De kalte ham Skarven                                     |                       | |
| 1965 | Smeltedigelen                                            | Mary Warren           | (Televisión) |
| 1966 | En hyggelig fyr                                          | Mabel                 | (Televisión) |
| 1966 | Persona                                                  | Elisabet Vogler       | |
| 1966 | Måken                                                    | Sonja                 | (Televisión) |
| 1967 | The Cocktail Party                                       | Celia                 | (Televisión) |
| 1968 | La hora del lobo                                         | Alma Borg             | Ganadora - National Society of Film Critics a la Mejor Actriz |
| 1968 | Vergüenza                                                | Eva Rosenberg         | Ganadora - Guldbagge a la Mejor Actriz Ganadora - National Board of Review a la Mejor Actriz |
| 1969 | An-Magritt                                               | An-Magritt            | |
| 1969 | La pasión de Ana                                         | Anna Fromm            | |
| 1970 | De la part des copains - Sudor frío 1970 Cold Sweat      | Fabienne Martin       | |
| 1971 | Los emigrantes                                           | Kristina Nilsson      | Ganadora - New York Film Critics Circle Award a la Mejor Actriz Ganadora - Globo de Oro a la mejor actriz - Drama Nominada —Premios Óscar a la Mejor Actriz |
| 1971 | El visitante nocturno                                    | Ester Jenks           | |
| 1972 | La nueva tierra                                          | Kristina Nilsson      | Ganadora - National Board of Review a la Mejor Actriz |
| 1972 | Gritos y susurros                                        | María                 | Ganadora - New York Film Critics Circle Award a la Mejor Actriz |
| 1972 | La papisa Juana                                          | Juana                 | |
| 1973 | Secretos de un matrimonio                                | Marianne              | Ganadora - Premios David de Donatello a la Mejor Actriz Extranjera Ganadora - National Society of Film Critics a la Mejor Actriz Ganadora - New York Film Critics Circle Award a la Mejor Actriz Nominada — Premios BAFTA a la Mejor Actriz Nominada — Globo de Oro a la mejor actriz - Drama                                                                            |
| 1973 | 40 quilates                                              | Ann Stanley           | Nominada — Globo de Oro a la mejor actriz - Comedia o musical |
| 1973 | Horizontes perdidos                                      | Katherine             | |
| 1974 | La esposa comprada                                       | Hannah Lund           | |
| 1974 | La abdicación de una Reina                               | Reina Kristina        | |
| 1975 | Trollflöjten                                             | Mujer en la audiencia | (Televisión) |
| 1975 | Leonor                                                   | Leonor                | |
| 1976 | Cara a cara                                              | Dra. Jenny Isaksson   | Ganadora - Los Angeles Film Critics Association a la Mejor Actriz Ganadora - National Board of Review a la Mejor Actriz Ganadora - New York Film Critics Circle Award a la Mejor Actriz Ganadora - Premios Bambi a la Mejor Actriz Nominada — Premios Óscar a la Mejor Actriz Nominada — Premios BAFTA a la Mejor Actriz Nominada—Globo de Oro a la mejor actriz - Drama |
| 1977 | El huevo de la serpiente                                 | Manuela Rosenberg     | |
| 1977 | A Bridge Too Far                                         | Kate ter Horst        | |
| 1978 | Sonata de otoño                                          | Eva                   | Ganadora - Premios David de Donatello a la Mejor Actriz Extranjera |
| 1979 | Players                                                  |                       | |
| 1979 | Fruen fra havet                                          | Ellida Wangel         | (Televisión) |
| 1980 | Las cosas de Richard                                     | Kate Morris           | |
| 1983 | Jenny                                                    | Jenny                 | (Televisión) |
| 1983 | Jacobo Timerman: Prisionero sin nombre, celda sin número | Sra. Timerman         | (Televisión) |
| 1984 | Farlig trekk                                             | Marina Fromm          | |
| 1984 | The Wild Duck                                            | Gina                  | |
| 1984 | The Bay Boy                                              | Sra. Campbell         | |
| 1984 | La diagonal del loco (Francés: La Diagonale du fou)      | Marina Fromm          | |
| 1986 | Esperemos que sea mujer                                  | Elena                 | Nominada — Premios David de Donatello a la Mejor Actriz |
| 1987 | Gaby: A True Story                                       | Sari                  | |
| 1987 | Farewell Moscow                                          | Ida Nudel             | Ganadora - Premios David de Donatello a la Mejor Actriz |
| 1988 | La amiga                                                 | María                 | Ganadora - Festival de San Sebastián a la Mejor Actriz Nominada — Deutscher Filmpreis a la Mejor Actriz |
| 1988 | Gli indifferenti                                         | Maria Grazia          | (Miniserie de Televisión) |
| 1989 | Juicio a un desconocido                                  | Gabriele              | Nominada—Globo de Oro a la mejor actriz - Drama |
| 1991 | Mindwalk                                                 | Sonia Hoffman         | |
| 1991 | Sadako and the Thousand Paper Cranes                     | Narradora             | (voice) |
| 1992 | The Long Shadow                                          | Katherine             | |
| 1991 | The Ox                                                   | Sra. Gustafsson       | |
| 1994 | Drømspel                                                 | Ticket Seller         | |
| 1994 | Zorn                                                     | Emma Zorn             | (Televisión) |
| 2003 | Saraband                                                 | Marianne              | (Televisión) |
| 2006 | The Danish Poet                                          | Narradora             | |
| 2008 | I et speil, i en gåte                                    | Abuela                | |
| 2009 | Sinna mann                                               | Madre                 | (voz) |
| 2011 | Lang dags ferd mot natt                                  | Mary Tyrone           | (Televisión) |
| 2012 | Zwei Leben (Dos vidas)                                   | Åse                   | |
| 2012 | Liv & Ingmar                                             |                       | |
| 2014 | remake.me                                                |                       | |

### Teatro
- Largo viaje hacia la noche (Long Day's Journey into Night), de Eugene O'Neill (2010)
- Old Times, de Harold Pinter  (1984-1985)
- Ghosts, de Henrik Ibsen (1982)
- Rosmersholm, de Henrik Ibsen   (1978)
- Anna Christie, de Eugene O'Neill   (1977)
- Pygmalion, de George Bernard Shaw      (1975)
- A Moon for the Misbegotten, de Eugene O'Neill    (1975)
- Casa de muñecas, de Henrik Ibsen   (1974)
- Brand, de Henrik Ibsen   (1973)
- Seks personer søker en forfatter, de Luigi Pirandello   (1967)
- Anne Pedersdotter, de Hans Wiers-Jenssen     (1967)
- Den Hellige Johanna , de George Bernard Shaw   (1965)
- Herr Puntilla Og Drengen Hans Matti, de Bertolt Brecht  (1964)
- Romeo Og Julie, de William Shakespeare (1964)
- Medmenneske, de Olav Duun  (1963)
- Ungen, de Oskar Braaten     (1963)
- Faust, de Goethe    (1963)
- Brennende mørke.   (1962)
- Den Kaukasiske krittringen, de Bertolt Brecht   (1962)
- Peer Gynt, de Henrik Ibsen   (1962)
- Mannen som kom.   (1961)
- Kongs-Emnerne, de Henrik Ibsen (1960)
- Flyktningen   (1959)
- Hamlet, de William Shakespeare   (1959)
- Kristin Lavransdatter, de Sigrid Undset   (1959)
- Anne Franks Dagbok, de Frances Goodrich y  Albert Hackett  (1957)

## Premios
En su carrera como actriz, Ullmann fue candidata a dos Premios Óscar como Mejor Actriz, por Los emigrantes de 1971 y Cara a Cara (1976). Obtuvo el Globo de Oro a la mejor actriz - Drama por Los emigrantes y fue candidata cuatro veces. Fue nominada dos veces en los Premios BAFTA y cuatro veces ganadora en los Premios David de Donatello. En los National Board of Review, al igual que en National Society of Film Critics, recibió tres victorias como Mejor Actriz.
Como director de cine, fue candidata para el Palma de oro en el Festival de Cannes por su película Trolösa del año 2000. En el año 2007, recibió el Premio Donostia del Festival de San Sebastián por su trayectoria en el cine.